# 克利莫維奇
克利莫維奇（羅馬化：Klimavičy，羅馬化：Klimovichi）是白俄羅斯的城市，位於莫吉廖夫以東124公里，由莫吉廖夫州負責管轄，該市受切爾諾貝爾核電廠事故波及，2009年人口17,064。第二次世界大戰期間，納粹德國在1941年夏天至1943年9月28日佔領該市。

## 名人
- 克里斯季娜·季馬諾夫斯卡婭，白俄羅斯短跑運動員，2021年流亡至波蘭

## 外部連結
- Klimovichy raion website
- Photos on Radzima.org（页面存档备份，存于）